# Catedral de Múrcia
L'Església Catedral de Santa Maria, més coneguda com a Catedral de Múrcia, és el temple principal i seu de la Diòcesi de Cartagena. Es troba en ple nucli antic de la ciutat de Múrcia.
Consagrada en 1465, va sofrir diverses ampliacions fins al segle xviii, pel que integra els estils gòtic, renaixentista, barroc i neoclàssic. Entre els seus elements arquitectònics destaquen la torre, de gairebé 100 metres d'altura; la façana principal o imafronte, considerada com una obra mestra del barroc espanyol; i les capelles dels Vélez, de Junterones i del Trascoro.

## Història
Quan va ser conquerida el segle xiii la Taifa de Múrcia, el Rei Alfons X el Savi restableix la seu catedralícia de Cartagena en la Catedral Vella de Cartagena: la ciutat havia estat seu de l'antiga Diocesis Carthaginense, documentada almenys des del segle iv.
Per ordre de Sanç IV, a requeriment del bisbe, la seu es trasllada a Múrcia, motivat per la suposada inseguretat que presentaven els camps cartaginesos en aquella època, a més que Múrcia era la capital del Regne i l'Església hi tenia la major part de les seves propietats donades pel rei. El decret de trasllat ordenava el manteniment de Carthaginensis com a nom de la diòcesi.
Es comença llavors la construcció de l'actual catedral al segle xiii, en el lloc on era la mesquita major àrab. En prendre la ciutat Jaume el Conqueridor, malgrat el pacte existent amb els musulmans de la ciutat de no destruir-ne cap mesquita, el rei Jaume havia pres la Mesquita Major per a consagrar-la a la Mare de Déu, ja que tenia per costum oferir una missa a la Mare de Déu sempre que conqueria una vila. En 1385 es va iniciar la fonamentació i en 1388 es va posar la primera pedra però no va anar fins a 1394 que va començar la construcció, que s'acabaria a l'octubre de 1467. No obstant això, es va anar ampliant fins al segle xviii, el que la fa d'estils artístics variats.
En el seu altar major, amb retaule neogòtic presidit per la imatge de Santa Maria (obra dels tallistes Pescador i Palao), es troba el sarcòfag que conté el cor i les entranyes d'Alfons X el Savi, tal com el mateix monarca va indicar en el seu testament, en prova de l'amor que tenia a Múrcia i en reconeixement de la fidelitat que la ciutat sempre li va demostrar (la resta del seu cos està enterrat en la Catedral de Sevilla). També es veneren en una urna de plata part de les restes dels Quatre Sants de Cartagena (Fulgenci, Isidor, Leandre i Florentina), patrons de la Diòcesi.
En diverses capelles reposen les restes de diversos murcians il·lustres, com l'escriptor Diego de Saavedra Fajardo, el jurisconsult Jacobo de las Leyes, el beat Andrés Hibernón (copatró de la ciutat), o Juan Saez, venerable sacerdot en procés de canonització.

## Torre-Campanar

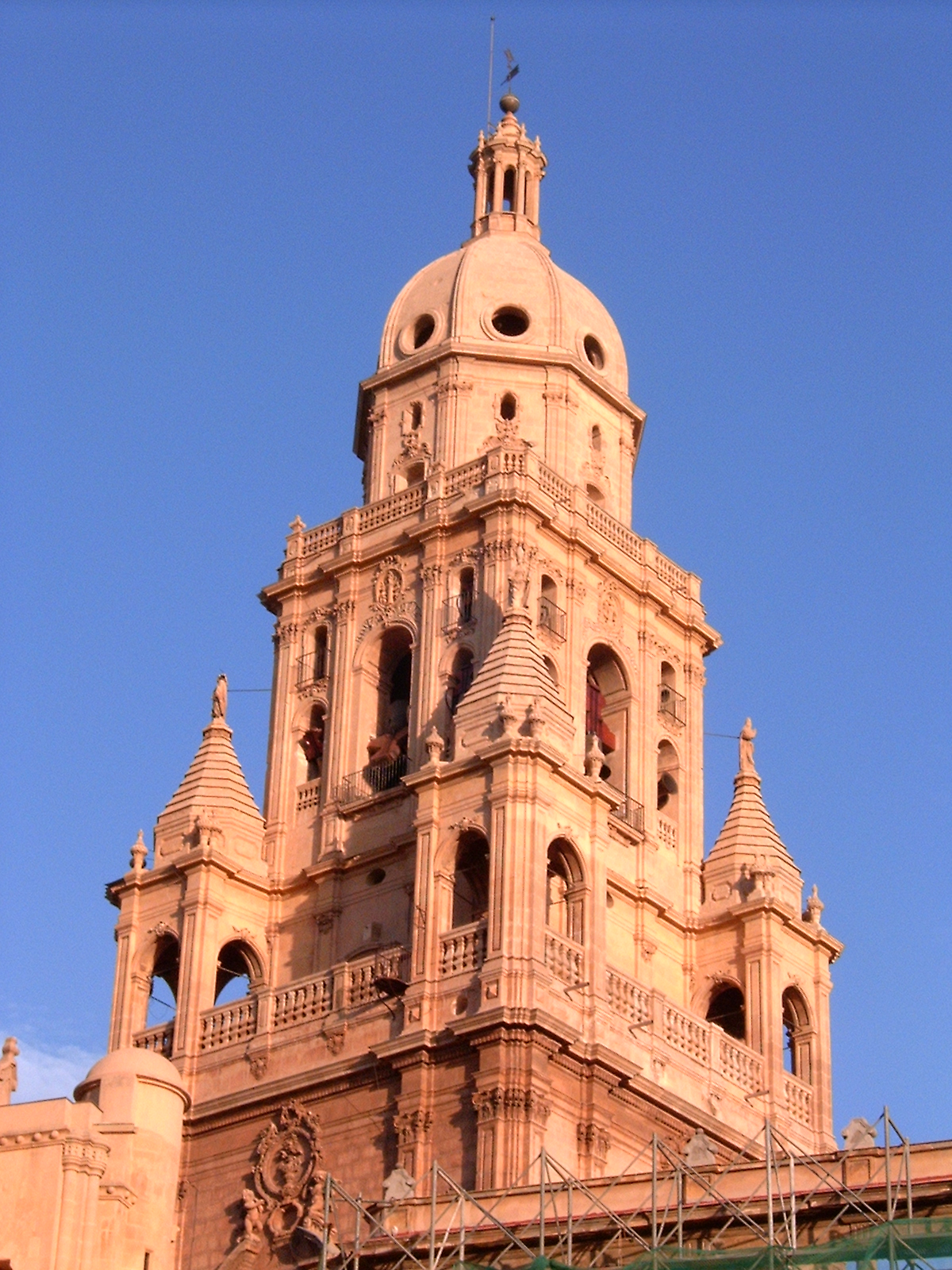
Torre-Campanar de la Catedral de Múrcia

La Torre-Campanar, construïda de 1521 a 1793, amida 93 metres (98 amb el penell), distinta per l'amplària dels cinc cossos que la componen. És una conjunció d'estils diferents.
- El primer cos, realitzat per Francisco i Jacobo Florentino, és de planta quadrada i estil renaixentista amb ornamentació del plateresc hispà. En el seu interior s'allotja la Sagristia Major.
- El segon cos va ser realitzat per Jerónimo Quijano i és del mateix estil però seguint línies més puristes; es van concloure les obres en 1555, quedant paralitzades a aquest nivell durant més de dos segles.
- El tercer cos, on s'allotja el rellotge, va començar a aixecar-se en 1765 ja sota els cànons del barroc i tenint com a director a José López.
- En el quart cos destaquen els exconjuradors, quatre templets coronats per cúpules piramidals i les efígies dels sants Fulgencio, Leandro, Isidoro i Florentina. En ells es conjuraven les tempestes amb la relíquia del Lignum Crucis que es conserva en la Catedral.
- El cinquè cos, d'estil rococó, correspon al campanar.
- Corona el conjunt l'airosa cúpula traçada per Ventura Rodríguez, d'estil neoclàssic, culminant-se finalment amb la llanterna en 1793.

La torre de la catedral és el símbol indiscutible de Múrcia. S'eleva sobre tota la ciutat i l'Horta desl afores com a símbol de poder.
Les Campanes de la Torre: N'hi ha un total de vent-i-cinc, totes del segle xvii i xviii, i cadascuna amb el seu nom: 
- Àgueda, o campana major
- la dels Conjurs *la de l'Alba
- la Catalana
- la de l'Oració
- la Segundilla
- la Benedicta
- Martiri Christi
- Santa Maria
- Fuensanta
- Concepció
- Nostra Senyora de Belen
- Sant Patrici
- Sant Fulgenci
- Sant Leandre
- San Isidor
- Santa Florentina
- etc.

Han servit per a anunciar les tremendes riuades del riu Segura, guerres, celebracions i festivitats. Actualment es mantenen molts dels seus tocs tradicionals, recuperats com un element patrimonial més de la catedral i de la mateixa ciutat. Només una campana és anterior a la resta (segle xiv): és l'anomenada Mora i és considerada com la més antiga d'Espanya; fa uns anys va ser baixada de la torre i dipositada en el Museu de la Catedral.

## Interior
És majoritàriament gòtic. Es compon de tres naus amb girola i vint-i-tres capelles. Les capelles estan dedicades als sants patrons dels gremis i als soterraments de bisbes i nobles que van fomentar o van col·laborar en la construcció del temple. Entre les capelles, hi ha les de: 
- Capella dels Vélez: Edificada en estil gòtic flamíger com lloc de soterrament de l'Avançat Major del Regne; té planta poligonal i una cúpula estavellada de deu puntes.
- Capella de Junterones: És una de les grans obres del renaixement espanyol, amb una volta el·líptica la singularitat de la qual ha fet que en els llibres d'història de l'art es catalogui com "Volta de Múrcia".
- Capella de la Immaculada: Situada en el rerecor, és d'estil barroc i es compon d'un bell frontal que combina jaspiats i marbres en blanc i negre; va ser la primera capella consagrada a aquesta advocació en tot el món.
- Capella de San Antonio o del Corpus: Fundada en 1388 pel bisbe Fernando de Pedrosa que va ser enterrat en ella en 1402, és la capella més antiga de les quals es conserven en la catedral. Inicialment sota l'advocació de Sant Jerònim, també es va cridar "del Sopar", per haver en ella un quadre amb aquest motiu. Va pertànyer després al marquès de Carrión, descendent de Joan Manuel de Castella, per a passar a fins del segle xv al capítol, que instal·la en ella el carner dels canonges i els serveis de la parròquia. Compte amb notable volta de creueria i una petita capella renaixentista annexa dedicada a l'Anunciació.
- Capella del Socors o del Baptisme: Renaixentista del s. XVI, amb un preciós retaule esculpit en marbre blanc.

També són d'importància el cadirat plateresc del cor, les portades de la sagristia, les reixes de l'altar major i del cor, així com les nombroses vidrieres, moltes d'elles de factura medieval. El gran orgue de doble façana que s'eleva sobre el cadirat, realitzat pel tècnic belga Merklin en 1856, és dels més afamats d'Espanya.

## Exterior
- Portal dels Apòstols:

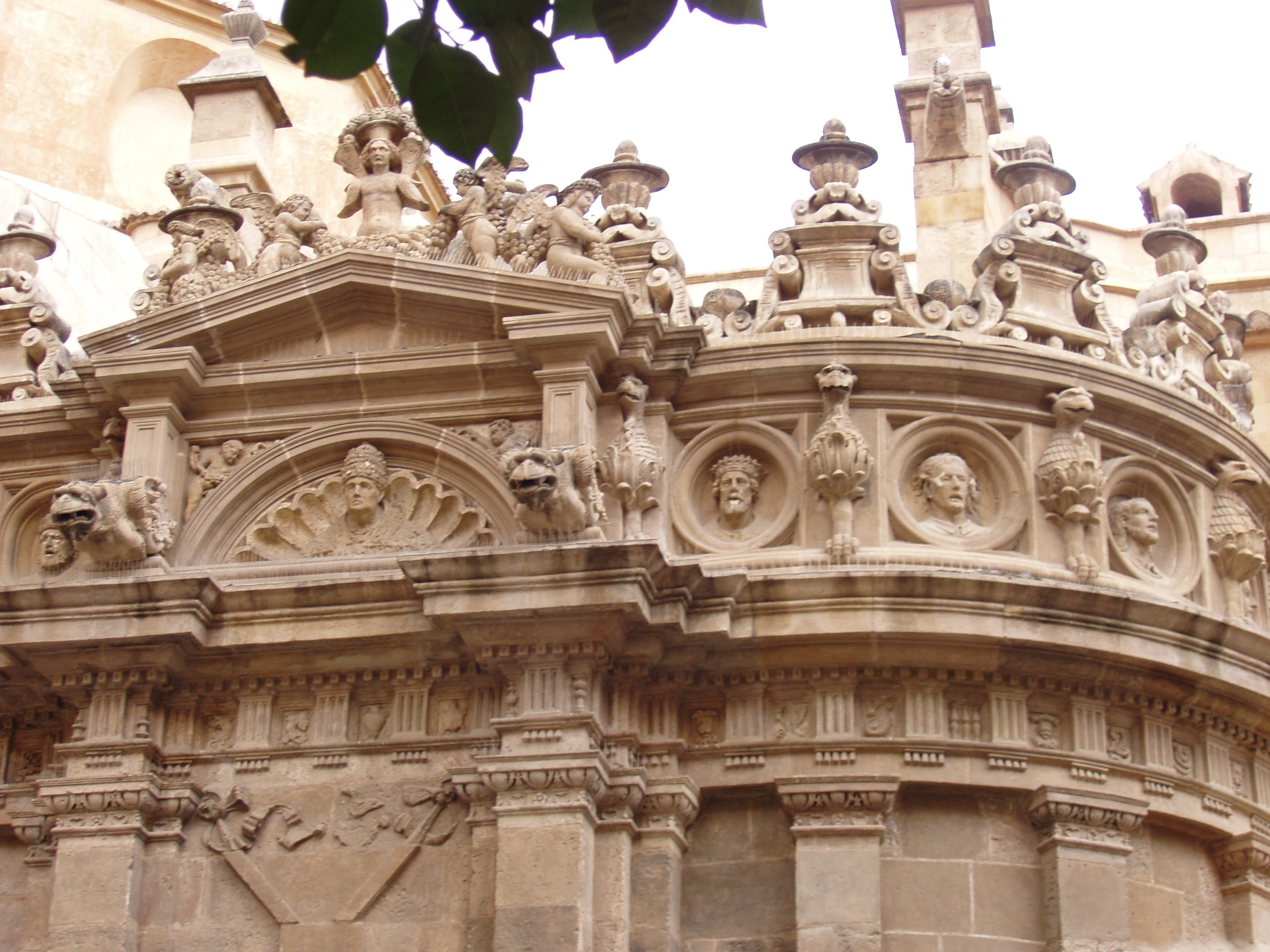
Detall exterior de la Capella del Junterón

Construïda en 1488 per Diego Sánchez de Almazán, és d'estil gòtic florit i dona accés al transsepte pel sud. Flanquejant l'arc ogival de l'accés, en els brancals es troben les escultures dels apòstols Pere, Pau, Andreu i Santiago, mentre que àngels músics i reis d'Israel segueixen la línia de les arquivoltes. En la clau de l'arc es va afegir l'escut de la reina Isabel la Catòlica en agraïment als donatius fets a la Catedral, quedant la façana coronada per una gran rosassa.
- Capella del Marquès dels Vélez:

Té una traça poligonal que sobresurt àmpliament del perímetre de la girola, presidint aquest volum la Plaça dels Apòstols. Finalitzada en 1507, està adornada amb els escuts dels Chacones i dels Fajardos sostinguts per salvatges figures, destacant també la llegendària cadena de pedra que abraça tot el seu perímetre.
- Porta del Pou:

Petit i recollit accés a la catedral per la girola, obert al costat dels peus de la torre i de la senzilla façana de la qual destaca l'elegant arc de mig punt que emmarca la porta.
- Porta de les Cadenes:

Façana plateresca que tanca el transsepte pel seu costat nord. Consta de dos cossos (l'inferior del segle xvi i el superior del segle xviii), i en ella s'aprecien relleus dels germans Sant Fulgencio, Sant Isidor i Sant Leandre. Rep el seu nom de les quals delimiten el recinte sagrat exterior que, presidit per una gran creu, existeix des d'època medieval en l'atri que s'obre enfront d'aquesta façana.
- Les Porxades:

Sota el gran volum ocupat per la Casa dels Canonges i el Museu Diocesà, es troba una pintoresca galeria oberta al carrer popularment conegut comlos Soportales. Es tracta d'un corredor porticat que envolta perimetralment aquesta part de l'edifici, que les seves arqueries barroques de mig punt i voltes d'aresta s'integraven originàriament en el claustre catedralici.
- Imafronte:

D'estil barroc, la façana principal o imafronte és d'una bellesa i monumentalitat excepcional, única en el seu gènere. Orientada a occident, es va projectar com un retaule de pedra obert a la plaça segons encàrrec del mateix Cabildo i del Cardenal Belluga, realitzant-la Jaume Bort sota projecte de 1738 de Sebastián Feringán enginyer militar director de les obres de l'Arsenal de Cartagena. Està enterament dedicada a la Santíssima Mare de Déu, titular del temple, apareixent en ella també incomptables efígies de sants i màrtirs vinculats a la Diòcesi de Cartagena; moltes d'elles van ser realitzades per l'imatger francès Antonio Dupar. Té tres portes: dos laterals (la de sant Josep o del Cabildo i la de sant Joan o del Concejo) i la central, anomenada Porta del Perdó (que només s'obre en el dia de les grans solemnitats).

## Museu de la Catedral
Instal·lat en l'espai que ocupés la Sala Capitular i el vell claustre gòtic, del que encara romanen algunes arquejades, el museu catedralici engloba innombrables peces artístiques de caràcter religiós que van des d'època romana fins als nostres dies. L'espai expositiu ha estat objecte d'una important i recent rehabilitació, que n'ha recuperat l'estructura claustral i deixat al descobert a més les restes trobades de l'antiga mesquita.
- Pintures i retaules: sobresurten les obres medievals de Bernabé de Mòdena (segle XIV).
- Orfebreria: Custòdia del Corpus (segle xvii), Arca de Dijous Sant (segle xviii), Custòdia de les Espigues, relicaris, joier de la Mare de Déu de la Fuensanta i una valuosa col·lecció de calzes.
- Escultura: Sarcòfag de les Muses (segle iii); talles gòtiques en pedra; medalló de la Verge de la Llet i escultura de Sant Jeroni, provinent del monestir de San Jerónimo de La Ñora, ambdues de Francisco Salzillo.

## Cerimònies especials a la Catedral
Al llarg de l'any, se succeïxen festes i solemnitats religioses en les quals la catedral murciana constituïx el principal escenari: 
- Rebuda i Comiat de Nostra Senyora de la Fuensanta: la imatge de la patrona visita la ciutat dues vegades a l'any, durant les Festes de Primavera i la Fira de Múrcia. Procedeix del seu santuari de la forest, s'allotja en la catedral durant ambdues estades. La catedral rep en aquestes ocasions multitud de visitants.
- Festivitat de Nostra Senyora de la Fuensanta, el diumenge posterior al 8 de setembre: missa major i processó claustral amb la imatge de la patrona, recorrent les naus catedralícies.
- Sant Fulgenci, patró de la Diòcesi: cada 16 de gener s'oficia una solemne missa en el seu honor segons ritu mossàrab, així com la processó de l'urna que conté les seves restes.
- Corpus Christi: sortida processional de la Custòdia (obra en plata del XVII signada per Pérez de Montalvo) pels carrers del centre històric.